# هانس شرودر (بازیکن فوتبال)
هانس شرودر (انگلیسی: Hans Schröder; ۴ سپتامبر ۱۹۰۶ – ۶ ژانویهٔ ۱۹۷۰) بازیکن فوتبال اهل آلمان بود.
از باشگاه‌هایی که در آن بازی کرده‌است می‌توان به اشاره کرد.
وی همچنین در تیم ملی فوتبال آلمان بازی کرده‌است.